# Estadi Municipal Escribano Castilla
L'Estadi Municipal Escribano Castilla és l'estadi municipal de la ciutat de Motril (Granada). Construït el 1969, fins a la temporada 2011-2012 era la seu oficial de l'extint Motril Club de Futbol. També s'hi van disputar partits de Segona Divisió d'Espanya del Granada 74 Club de Futbol durant la temporada 2007-08. En l'actualitat s'hi juguen els partits del Club de Fútbol Motril, que milita a Tercera RFEF.
L'estadi és de propietat municipal i deu el seu nom a qui va ser alcalde de Motril, Juan Antonio Escribano Castilla (1918-2005). El nom, després d'un parèntesi en què va ser retirat de l'entrada de l'estadi, va ser ratificat en un ple municipal durant el mandat de Pedro Álvarez com a batlle de la ciutat.

## Esdeveniments esportius
Aquest va ser l'estadi del Granada 74 i del Motril CF, equips que van participar a Segona, Segona "B" Tercera divisió d'Espanya i Copa del Rei. Actualment és l'estadi del CF Motril que milita a Tercera RFEF, a més, s'hi celebra l'esdeveniment esportiu "Trofeu de la Ciutat de Motril".
També la selecció espanyola femenina s'hi va jugar el pas a l'Eurocopa 2011 contra Alemanya, en un partit que van empatar 2-2.